# Vyatta
Vyatta – dystrybucja  GNU/Linuksa wykorzystywana jako darmowy router (OSPF, BGP) lub firewall w sieciach IP (wersji 4 oraz 6).
Jest specjalistyczną dystrybucją Debiana przeznaczoną głównie do zarządzania routingiem w dużych sieciach (o przepustowościach rzędu kilkuset Mb/s). Główny nacisk został w niej położony na aplikacje takie jak Quagga oraz OpenVPN.
Zarządzanie systemem jest bardzo zbliżone do stosowanych w Juniperach oraz Cisco IOS dwóch poziomów konfiguracji show i edit oraz rozbudowanych podpowiedziach przy doborze komend. Możliwe jest również zarządzanie systemem takie jak w standardowym Debianie oraz graficzne przez przeglądarkę WWW.
W 2012 roku projekt został przejęty przez Brocade Communications Systems. Nowy właściciel zmienił nazwę na  „Vyatta, a Brocade Company”. W kwietniu 2013 roku nastąpiła zmiana nazwy komercyjnej wersji oprogramowania z Vyatta Subscription Edition (VSE) na Brocade Vyatta 5400 vRouter. Ostatnie wersje systemu nie są już otwartym oprogramowaniem.
Darmowa i otwarta wersja Vyatta Core (wcześniej istniejąca pod adresem vyatta.org) nadal jest rozwijana przez społeczność pod nazwą VyOS.